# Uc de Saint Circ
Uc de Saint Circ o Uc de Sant Circ e altre varianti, francesizzato in Hugues (Ugo) de Saint Cir(c)q o de Saint-Cyr (fl. 1217-1253) è stato un trovatore del Quercy.

## Vita e opere
Uc è molto importante per gli storici moderni in quanto sembra sia il probabile autore di diverse vidas e razós di altri trovatori, ma soltanto una, quella di Bernard de Ventadorn, esiste sotto il suo nome Quarantadue delle sue canzoni, comprese quindici cansos e soltanto tre melodie di cansos ci sono pervenute, assieme ad un manuale intitolato Ensenhamen d'onor. Secondo William E. Burgwinkle, come "poeta, biografo, filologo e mitografo, a Uc gli deve essere riconosciuto il suo giusto merito di 'inventore' (trobador) della 'poesia trobadorica' e gli orpelli ideologici con i quali è venuta ad essere associata".
Uc probabilmente è da identificare con Uc Faidit (che significa "esiliato" o "spodestato") autore dei Donatz proensals, uno dei più antichi trattati di grammatica occitana. Questa identità ben si adatta alla sua condizione, in quanto "inventore" della poesia trobadorica come un tipo distinto e alla sua vita in Italia (possibilmente da esule durante la crociata albigese).
Uc nacque a Thégra da un nobile di basso lignaggio, Arman, signore di Saint-Circ-d'Alzon, un villaggio non più esistente ma sito nelle vicinanze di Rocamadour. Secondo quanto riportato nella sua vida, il castello dei Saint-Circ era situato ai piedi della (al pe de) chiesa di Sainta-Maria de Rocamadour, posta in cima ad una scogliera che dà sul corso del fiume Alzon, e venne distrutto nel corso di una guerra ai tempi di Uc. In base a quanto narrato nella vida, i fratelli maggiori di Uc lo inviarono a Montpellier perché ricevesse una educazione religiosa. A Montpellier imparò a leggere e scrivere e scoprì "canzoni e poemi, sirventesi, tenzones, distici, e le azioni e gli insegnamenti di uomini e donne meritevoli che vivevano o erano vissuti nel mondo". Fu attraverso questo tipo di educazione che Uc divenne un menestrello (joglar).
Uc ebbe fama per le sue coblas e i partimens che scambiò con il Conte di Rodez, alle dipendenze di cui partecipò probabilmente alla Crociata albigese, e le due tensos che scambiò con Raimondo III di Turenne, fratello di Maria de Ventadorn. Ebbe contatti anche con il Delfino d'Alvernia, a cui dedicò un poema. Secondo la sua vida, Uc andò in Guascogna, viaggiando per lo più a piedi e qualche volta a cavallo. Infine si mise sotto la protezione della contessa e viscontessa Guillerma de Benauges, la quale lo presentò a Savaric de Mauleon, che gli fornì abiti e lo fece rifocillare.
Dalla sua vida apprendiamo che trascorse diverso tempo con Savaric nel Poitou e nelle zone circostanti prima di recarsi in Catalogna e nel regno di Aragona, dove fu alla corte di Pietro II di Castiglia, presso il re Alfonso VIII, e infine a León, dove fu al servizio di Alfonso IX. Intorno al 1220 si spostò in Provenza dove fu "con tutti i baroni", in Lombardia e nel Veneto presso la corte trevisana di Alberico da Romano. Secondo studi condotti da Raffaele Roncato, il Nostro, in quel periodo, fu presente anche nella vicina Noale, territorio facente parte della Marca Trevigiana, retta dalla signoria dei Tempesta; in questa corte, la presenza della vedova Stazailla (identificata con Stadaglia già consorte di Guercio Tempesta) ispira Uc de Saint Circ a comporre la poesia “Longamen ai atenduda”. Durante i suoi viaggi in Linguadoca, Spagna, Provenza ed Italia, è probabile abbia incontrato altri trovatori. Si dice che alla fine Uc si sia sposato ed abbia avuto dei bambini e da allora non avrebbe composto più alcuna canzone. Il legame che vi era in Italia, tra Uc e le famiglie da Romano e Malaspina, è evidente nelle sue opere sopravvissute. Rimase in Italia per circa quarant'anni, dove fu certamente schierato dalla parte guelfa.

### Poesia
Secondo una versione della sua vida, Uc "non fez gaires de las cansos" ("non ha mai realizzato molto con le sue canzoni"), apparentemente in quanto non "amò mai veramente una donna". Mentre i biografi lodavano le sue composizioni liriche e melodiche, egli probabilmente considerava le sue quindici cansos, su un totale di quarantadue poemi, come un numero insolitamente basso. Egli era reputato capace di fingere in amore ed abile nel lodare e disprezzare le donne, ma dopo il matrimonio la sua produzione poetica viene a cessare.
La poetica di Uc fu influenzata dalla sua educazione ecclesiastica. Come detto prima, egli scrisse cansos e tensos, ma anche alcuni sirventesi. Il suo lavoro è generalmente saccente e truculento. In uno dei suoi sirventesi, Messonget, un sirventes, Uc ammette che esso non è che el son d'en Arnaut Plagues ("il suono di Arnaut Plagues"), una imitazione di Be volgra midons saubres di Arnaut. Un altro dei suoi sirventesi, Chanzos q'es leu per entendre, che inizia in stile leggero, con molte affinità testuali rispetto ad almeno quattro altre opere trovadoriche, alla fine diventa un aspro attacco politico nei confronti di Ezzelino da Romano, viceré in Italia dell'imperatore Federico II di Svevia
In Un sirventes voill far, Uc dimostra un profondo odio per l'imperatore accusandolo di essere un "mostro di eresie", e di non credere né all'immortalità dell'anima né al paradiso. In più, Uc lo accusa di voler umiliare la Francia e la Chiesa, giustificando perciò la Crociata contro di lui in Apulia, perché selh qu'en Dieu non cre non deu terra tener ("colui che non crede in Dio non deve avere regno").
Uc compose anche una danseta in cui il ritornello venne ripetuto fra le quattro stanze.

### Prosa
Durante la sua maturità, alla corte di Ezzelino da Romano, Uc divenne un importante rappresentante del nascente stile accademico della prosa che si andava affermando in quegli anni. In questo ambito egli compose diverse vidas e razos. La maggior parte di questi vennero scritti in Italia ed i numerosi errori storici che contengono sono stati attribuiti alla distanza di tempo intercorsa tra la data degli avvenimenti narrati e quella in cui vennero scritti. Questo potrebbe dimostrare, a giudicare dagli italianismi che s'insinuavano nel vocabolario di Uc nel momento in cui scriveva, che egli si trovasse già in Italia poco prima che iniziasse a comporre. Le razos sono datate dal 1227 al 1230 e narrano di avvenimenti non posteriori al 1219. I primi tentativi di scrivere delle biografie da parte di Uc risalgono alla raccolta di razos su Bertran de Born, che vennero probabilmente scritti in Linguadoca o appena giunto in Italia; nei suoi ultimi lavori egli parla dei razos di Bertran come l'autr'escrit: "gli altri scritti". L'unica vida che contiene un accenno alla autenticità delle informazioni è quello di Bernard de Ventadorn, che dice: Et ieu, N'Ucs de Saint Circ, de lui so qu'ieu ai escrit si me contet lo vescoms N'Ebles de Ventadorn ("Ed io, signor Uc de Saint Circ, ho scritto di lui [Bernard] ciò che il visconte signor Ebolo de Ventadorn mi disse").
Gli è attribuita una vida dedicata a Sordello da Goito, un trovatore alla corte di Ezzelino III e Alberico da Romano. In essa egli presenta quella che è probabilmente la versione "ufficiale" di corte riguardo al rapimento di Cunizza: Ezzelino ordinò a lui, che viveva alla corte dell'allora marito di Cunizza, Rizzardo di San Bonifacio, di riprendersela. Su Cunizza, Uc scrisse una tensò insieme al trovatore italiano Peire Guilhem de Luserna, nella quale Uc accusa lei, mentre Peire ne prende le difese.

### Componimenti[19]

#### Cansos
- Aissi com es coinda e gaia
- Anc enemics q'ieu agues[20]
- Anc mais non vi temps ni sazo
- Be fai granda follor[21]
- Dels huoills e del cor e de me
- Enaissi cum son plus car
- Estat ai fort longamen
- Gent ant saubut miei uoill vensser mon cor
- Longamen ai atenduda
- Mains greus durs pessamens
- Nuilla ren que mestier m'aia
- Nuills hom no sap d'amic, tro l'a perdut
- Servit aurai longamen
- Ses dezir et ses razo
- Tres enemics e dos mals seignors ai[22]

#### Coblas esparsas
- Antan fetz coblas d'una bordeliera (due coblas)
- Be m meraveill s'En Conegutz es sans
- De vos me sui partitz; mals focs vos arga
- Guillems Fabres nos fai en brau lengage
- Ma dompna cuit fasa sen (due coblas seguite da un invio)
- Na Maria de Mons es plasentera (due coblas seguite da un invio)
- Passada es la sasos
- Pei Ramonz ditz (due coblas)
- Per viutat et per non caler
- Qui vol terr' e prez conquerer
- Raimons, en trobar es prims
- Si ma dompna n'Alais de Vidallana (una cobla seguita da un invio)
- Totz fis amicx ha gran deszaventura
- Valor ni prez ni honor non atrai

#### Dansa
- Una danseta voil far

#### Salut d'amor
- Bella donna gaja e valentz

#### Sirventes
- Amic Guiraut, tant me fai de vertut[22] (in risposta a N'Uc de Sain Circ, ara m'es avengut di Guiraut)
- Chanzos q'es leus per entendre
- Messonget, un sirventes
- [P]eire Guillem de Luserna (in risposta a Qi na Cuniça guerreia di Peire Guilhem de Luserna)
- Tant es de paubra acoindansa
- Un sirventes vuelh far en aquest son d'En Gui

#### Tensos,partimene scambio dicoblas
- En vostr' ais me farai veser (tenso con il Vescoms de Torena)
- N'Ugo, vostre semblan digatz (partimen con il Conte di Rodez)
- Mesier Albric, so m prega Ardisons (scambio di coblas con Alberico da Romano)
- Physica et astronomia (scambio di coblas con Guilhem del Baus)
- Seign' en coms, no us cal esmaiar (scambio di coblas con conte di Rodez)
- Seigner en coms, cum poiria eu soffrir (scambio di coblas con conte di Rodez)
- Vescoms, mais d'un mes ai estat (scambio di coblas con Vescoms de Torena)

#### Componimenti contesi ad altri trovatori
- Ab ioi et ab ioven m'apais[23] (canso di Comtessa de Dia)
- Abril ni mai non aten de far vers[24] (canso di Elias Cairel)
- Per vos, bella dous' amia (canso di Guillem Augier Novella)
- S'jra d'amor tangues amic gauden (canso di Jordan Bonel)
- Tot francamen, dompna, veing denan vos (canso di Peire de Barjac)
- Totz mos cors e mos sens[24] (Elias Cairel)